# دوريس ساندز جونسون
دوريس ساندز جونسون، (19 يونيو 1921-21 يونيو 1983)، معلمة من جزر البهاما، وناشطة في مجال حق التصويت والسياسية. كانت أول امرأة من جزر البهاما تنافس في الانتخابات في منطقتها، وأول امرأة عُيّنت في مجلس الشيوخ، وأول امرأة منحت دورًا قياديًا فيه. بمجرد انضمامها إلى الهيئة التشريعية، كانت أول امرأة تشغل منصب وزيرة في الحكومة، ثم انتُخبت كأول امرأة لرئاسة مجلس الشيوخ. كانت أول امرأة تشغل منصب الحاكم العام بالنيابة لجزر الباهاما، وكُرّمت كسيدة قائدة لأفضل وسام الإمبراطورية البريطانية من قبل الملكة إليزابيث الثانية.
ولدت في جزيرة نيو بروفيدنس، وأكملت تعليمها الثانوي وأصبحت معلمة. بعد التدريس لمدة 17 عامًا، عادت جونسون إلى المدرسة للحصول على درجتي الماجستير والدكتوراه في الإدارة التربوية. خلال هذه الفترة، سافرت ذهابًا وإيابًا بين المدرسة ومنزلها في جزر البهاما لتنظيم جهود العمل والاقتراع. بعد التخرج، لم تتمكن جونسون من العثور على عمل بسبب نشاطها.  ألقت خطابًا مقنعًا أمام المجلس التشريعي لجزر البهاما في عام 1959، طالبت فيه بحق المرأة في التصويت، ثم وجهت خطابًا مماثلًا إلى المكتب الاستعماري في لندن. بمجرد تأمين الحق في التصويت، دخله جونسون السياسة على الفور في عام 1961، وخاضت الانتخابات الأولى التي سُمح للمرأة بالمشاركة فيها. على الرغم من أنها خسرت محاولتها، إلا أنها عملت مع الحزب التقدمي الليبرالي للحصول على استقلال جزر البهاما. عندما حصلت البلاد على حريتها من الحكم الاستعماري، عُيّنت جونسون في مجلس الشيوخ وخدمت الحكومة حتى وفاتها، بعد عقد من الزمان.

## الخلفية والتعليم
ولدت دوريس لويز ساندز في 19 يونيو 1921 في سانت أغنيس، نيو بروفيدنس، جزر الباهاما، لوالديها سارة إليزابيث وجون ألبرت ساندز. بعد الانتهاء من تعليمها الثانوي، بدأت ساندز التدريس في سن الخامسة عشرة. في 3 يناير 1943 في الكنيسة المعمدانية في ناسو، تزوجت ساندز من راتال ألين جونسون. بعد ذلك أنجبا ابنًا واحدًا وعملت جونسون لمدة 17 عامًا لكسب المال لمواصلة تعليمها. نحو عام 1953، تمكنت من الالتحاق بجامعة فيرجينيا يونيون في ريتشموند، وتخرجت بدرجة البكالوريوس في التربية. عادت إلى جزر البهاما في عام 1956 وانضمت إلى الحزب التقدمي الليبرالي. حصلت جونسون على منحة حكومية مدتها أربع سنوات لمواصلة تعليمها في كندا، وسجلت في برنامج درجة الماجستير في الإدارة التربوية. بدأت دراستها في كلية ماكدونالد للتربية بجامعة ماكغيل، وحصلت على درجة الماجستير وبدأت العمل للحصول على الدكتوراه في كلية أونتاريو للتربية بجامعة تورنتو. خلال دراستها، أنهت الحكومة المنحة الدراسية في عامها الثالث، بحجة إكمال درجة الماجستير. اعتقدت جونسون أن إنهاء المنحة جاء نتيجة نشاطها في التنظيم. ساعدت على تأسيس حركة حق المرأة في التصويت في جزر البهاما، واتحاد العمل والمجلس الوطني للمرأة، سافرت إلى المنزل بشكل متقطع أثناء دراستها للعمل من أجل منح حق الاقتراع. عادت إلى منزلها، لكن أُبلغت أن الوظائف الوحيدة في مجال التدريس كانت متاحة فقط في الجزر النائية.

## الصعود السياسي
بعد أن شعرت أنها قد أُبعدت عن عملها، في 19 يناير 1959، طلبت جونسون مخاطبة أعضاء مجلس النواب في جزر الباهاما، ولكن قيل لها إنها لا تستطيع التحدث إلا بعد رفع الجلسة، التي وافقت عليها، وأشارت في كلمتها أنها قدمت طلب التماس إلى مجلس النواب في عام 1958 للحصول على حق الاقتراع، والذي ادعى الأعضاء أنه أظهر فقط 13 مقدمًا و529 موقعًا.  قدمت نسخًا مطبوعة توضح أن العدد الفعلي كان 2829 شخصًا، وشمل أشخاصًا من أباكو، وكات آيلاند، وإليوثيرا، وغراند باهاما، ولونغ آيلاند، ونيو بروفيدنس. أصرت أيضًا على أن النساء عضوات في المجتمع وأنهن مستعدات وقادرات على المشاركة كمواطنات كاملات العضوية. رغم إعجاب أعضاء البرلمان بالخطاب، إلا أنهم لم يفعلوا شيئًا.